# Савенко, Светлана Ильинична
Светлана Ильинична Савенко (р. 12 марта 1946, Москва) — российская певица (сопрано), музыковед, педагог.

## Биография
Закончила теоретическое отделение Московской консерватории (1969, класс Ю. Холопова). Как певица училась у Д. Белявской.

## Научная и исполнительская деятельность
Область интересов Савенко как историка и исполнителя — музыка XX—XXI веков, от классиков до современников (С. Танеев, И. Стравинский, Н. Мясковский, С. Прокофьев, Н. Рославец, А. Мосолов, А. фон Цемлинский, А. Шёнберг, А. Берг, А. Веберн, Б. Барток, П. Хиндемит, Э. Кшенек, К. Штокхаузен, Д. Кейдж, А. Шнитке, С. Губайдулина, В. Сильвестров, А. Кнайфель, А. Вустин, Б. Оливеро, В. Мартынов, В. Тарнопольский и др.). Ряд работ Савенко опубликован за рубежом.

## Творческие контакты
Выступает с пианистами А. Любимовым, Ю. Полубеловым, композитором и исполнителем Сергеем Загнием, является солисткой ансамбля Студия новой музыки.

## Преподавательская деятельность
Доктор искусствоведения (2002). Профессор Московской консерватории, ведущий научный сотрудник Государственного института искусствознания.

## Избранные работы по истории и теории музыки
- Сергей Иванович Танеев. М.: Музыка, 1984 (Русские и советские композиторы)
- Стравинский и Пикассо // И. Ф. Стравинский. Статьи и воспоминания. М, 1985
- Заметки о поэтике современной музыки // Современное искусство музыкальной композиции. М., 1985
- Кино и симфония // Советская музыка 70—80-х годов. Стиль и стилевые диалоги. М., 1986
- Рукотворный космос Валентина Сильвестрова // Музыка из бывшего СССР. Вып. 1. — М.: Композитор, 1994. — С. 72-90.
- Musica sacra Арво Пярта // Музыка из бывшего СССР. Вып. 2. — М.: Композитор, 1996. — С.208-228
- Игорь Стравинский. Челябинск: Аркаим, 2004
- «Весна священная»: к проблеме синтеза искусств // Вестник истории, литературы, искусства. Т. 1. М.: Любимая Россия, 2005
- Музыкальный текст как предмет интерпретации. Между молчанием и красноречивым словом // Западное искусство. XX век. Проблемы интерпретации. М.: КомКнига, 2007